# K2-18b
K2-18b, también conocido como EPIC 201912552 b, es un exoplaneta que contiene agua y orbita la estrella enana roja K2-18 cada 33 días, a 124 años luz de la Tierra en la constelación de Leo. En 2019, dos estudios de investigación independientes, que combinan datos del telescopio espacial Kepler, el telescopio espacial Spitzer y el telescopio espacial Hubble, concluyeron que hay cantidades significativas de vapor de agua en su atmósfera, una primicia para un planeta en la zona habitable.
En 2025 se descubrió que la atmósfera de K2-18b contenía dimetilsulfuro (DMS), una sustancia química que se cree que sólo producen en la naturaleza los organismos vivos, y además en cantidades 20 veces superiores a las que se encuentran en la Tierra. En la medida en que la molécula es de vida corta, la concentración es altamente sugestiva de que el dimetilsulfuro se está reponiendo. Otros científicos criticaron esta afirmación y señalan experimentos de laboratorio que pueden producir dimetilsulfuro sin vida.

## Características físicas
Debido a su gran radio, ligeramente más pequeño que Kepler-22b, este planeta pueda ser un "mundo de agua", comparable a Gliese 1214 b, que es sabido que es un  planeta rico en agua, o puede tener una capa exterior gaseosa similar a Kepler-11f, uno de los planetas gaseosos más pequeños conocidos. El planeta tiene una masa de 8,6 ± 1,35 M⊕ y un radio de 2,71 ± 0,07 R⊕ basado en el análisis con instrumentos HARPS y CARMENES.
K2-18b orbita K2-18 a unos 0,1429 UA (21,38 millones de km), y se encuentra dentro de la zona habitable calculada para la enana roja, 0,12 - 0,25 UA (18-37 millones de km). El exoplaneta tiene un período orbital de unos 33 días, lo que sugiere que está fijado por mareas; es decir, se estima que la temperatura de equilibrio del planeta es de alrededor de 265 ± 5 K (-8 ± 5 °C), debido a su irradiancia estelar de aproximadamente el 94 % de la de la Tierra. Aunque inicialmente fue considerado un minineptuno en su descubrimiento de 2015, los datos mejorados sobre K2-18b lo han clasificado como una supertierra, aunque su tamaño y densidad hacen poco probable que esté compuesto de hierro rocoso y silicatos; es más probable que esté compuesto de hidrógeno, helio y hielos astronómicos. Una comparación del tamaño, órbita y otras características de K2-18b con otros exoplanetas detectados sugiere que el planeta podría soportar una atmósfera que contenga gases adicionales además de hidrógeno y helio.

## Historial de investigación y descubrimientos

### Agua
En septiembre de 2019 se anunció que fue detectado vapor de agua en la atmósfera de K2-18b  espectroscópicamente, y los datos de observación se ajustaron más al modelo de una atmósfera de helio-hidrógeno con nubes de agua. K2-18b recibe prácticamente la misma cantidad de radiación total de su estrella anfitriona (1441±80 W/m2) que la Tierra recibe del Sol (1370 W/m²). Observaciones del JWST en 2024 no encontraron indicios fuertes de presencia de agua en la atmósfera del planeta.

### Dióxido de carbono
Una investigación del 11 de septiembre de 2023, llevada a cabo con el telescopio espacial James Webb de la NASA en K2-18 b, reveló la presencia de moléculas que contienen carbono, incluidos metano y dióxido de carbono. El descubrimiento de Webb se suma a otros estudios que sugieren que K2-18 b podría ser un planeta hicéano, uno que tiene el potencial de poseer una atmósfera rica en hidrógeno y una superficie cubierta de agua oceánica.     

Espectro infrarrojo de la atmósfera de K2-18b adquirido con el Telescopio espacial James Webb en 2023. Crédito: NASA, CSA, ESA, J. Olmstead, N. Madhusudhan

La primera visión de las propiedades atmosféricas de este exoplaneta de zona habitable provino de observaciones con el telescopio espacial Hubble de la NASA, lo que provocó más estudios que desde entonces han cambiado nuestra comprensión del sistema. La abundancia de metano y dióxido de carbono, y la escasez de amoníaco, respaldan la hipótesis de que puede haber un océano de agua debajo de una atmósfera rica en hidrógeno. Estas observaciones iniciales de Webb también proporcionaron una posible detección de una molécula llamada dimetilsulfuro (DMS). En la Tierra, esto solo es producido por la vida.      

### Sulfuro de dimetilo
Existen indicios de la presencia de sulfuro de dimetilo (DMS) y cloruro de metilo en la atmósfera. La presencia de DMS es una bioseñal potencial, ya que la mayor parte del DMS en la atmósfera terrestre es emitido por el fitoplancton en ambientes marinos, aunque se requieren más observaciones para confirmar la presencia de DMS y descartar un origen geológico o químico del compuesto. Algunos científicos han expresado su preocupación por la importancia estadística de la señal de DMS en K2-18b, y por cómo podría entenderse su detección putativa en un entorno diferente al de la Tierra. En 2024, Wogan et al. sugirieron que las altas concentraciones de metano podrían implicar la presencia de vida metanogénica o la mezcla ascendente de gases del interior profundo, si el planeta es demasiado caliente para la vida.
Un podcast en el sitio web de la Sociedad Planetaria en enero de 2024 presentó al astrofísico de la NASA Knicole Colón describiendo algunos de los resultados científicos de las observaciones de K2-18b por JWST. Se esperaba que los datos del instrumento MIRI del JWST se recogieran en enero de 2024, sobre lo que Colón dijo: «MIRI será capaz de ver características adicionales, características de absorción de estas moléculas, y validar de nuevo, la presencia de lo que hemos visto e incluso la abundancia». Colón también habla de la falta de evidencia de agua en la atmósfera: «El hecho de que los datos del JWST básicamente no encontraran evidencia fuerte de agua en la atmósfera, eso podría indicar un par de cosas". Además, dos observaciones usando MIRI que duraron más de 8 horas fueron tomadas el 25 y 26 de abril de 2024 como parte del proyecto 2722 del JWST.
En abril de 2025, el mismo equipo que afirmó la detección de DMS informó de una detección de DMS y/o DMDS con una significación de 3σ. Las observaciones se realizaron con espectroscopia de transmisión MIRI LRS del JWST. La publicación iba acompañada de un comunicado de prensa en el que se afirmaba que se trataba de «los indicios más fuertes hasta la fecha de actividad biológica fuera del sistema solar», lo que fue criticado por otros científicos. La NASA emitió un comunicado en el que afirmaba que «la detección de una única bioseñal potencial no constituiría un descubrimiento de vida», y la científica planetaria Sarah Hörst señaló experimentos de laboratorio que demuestran que el DMS puede producirse sin vida. En cualquier caso, el equipo espera la confirmación de la señal en uno o dos años.

## Galería
- Animación artística del sistema estelar K2-18.

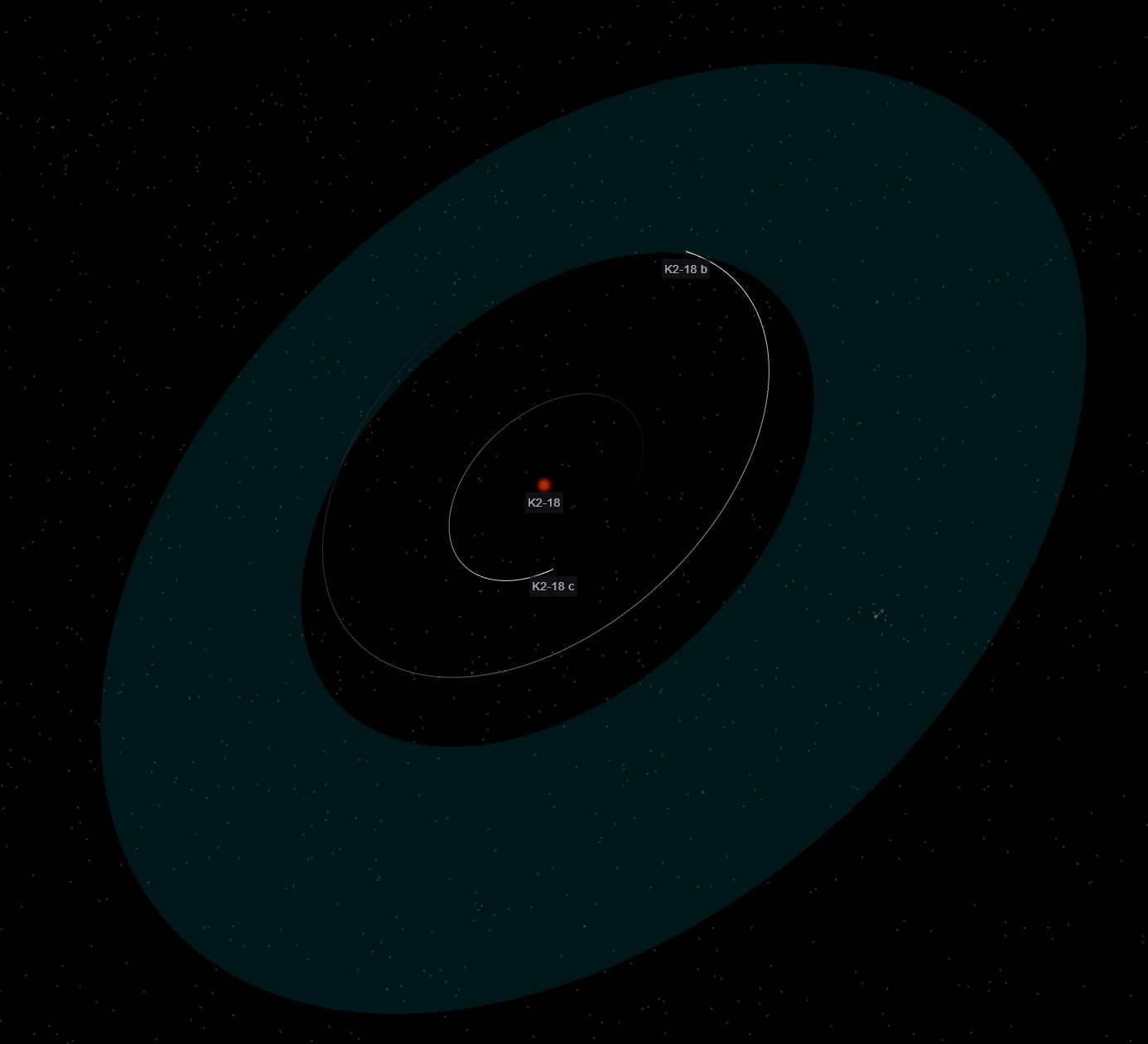
Diagrama del sistema planetario K2-18, mostrando las órbitas de K2-18b y el candidato no confirmado K2-18c, y la zona habitable de la estrella.